# 福雷斯頓 (明尼蘇達州)
福雷斯頓（英語：Foreston）是一個位於美國明尼蘇達州密爾湖縣的城市。

## 歷史
福雷斯頓的郵局自1889年營運至今。此地得名自當地茂密的樹林。

## 人口
根據2020年美國人口普查的數據，福雷斯頓的面積為3.73平方千米，當中陸地面積為3.71平方千米，而水域面積為0.02平方千米。當地共有人口559人，而人口密度為每平方千米150人。